# Chris Bacon
Pour les articles homonymes, voir Bacon.
Christian Paul Bacon, dit Chris Bacon ou parfois Chris P. Bacon, est un compositeur américain, né le 17 mars 1977 à Provo (Utah). Il est l'auteur de musiques originales pour le cinéma et la télévision.

## Biographie

### Débuts
En 2005, Bacon apparaît au générique du film King Kong où il occupe plusieurs postes dans la gestion de la musique du film, comme producteur ou coordinateur de la technique musicale ; il apparaît notamment dans le documentaire de Peter Jackson, dévoilant les coulisses du film. Ensuite, il s'occupe des postes secondaires, toujours dans les musiques de film, par exemple pour Blood Diamond, Je suis une légende ou encore The Dark Knight : Le Chevalier noir.

### Compositeur
En 2007, Chris Bacon fait ses débuts de compositeur en signant la bande originale de deux téléfilms. L'année suivante, à trente-et-un an, il signe sa première bande originale pour le cinéma, en composant la musique du film d'animation Les Chimpanzés de l'espace. En 2010 il compose la musique d'un autre film d'animation, Alpha et Oméga, et de la comédie romantique Love Ranch. 
Il continue sur sa lancée et signe une nouvelle bande originale d'animation avec Gnoméo et Juliette en 2011. La même année, il change radicalement de genre en étant aux commandes de la musique de Source Code, un thriller de science-fiction. L'année suivante, il continue d'être sollicité : il est engagé pour composer la musique d'Atlas Shrugged: Part II, succédant à Elia Cmíral qui avait composé la musique du premier film.
En 2019, il cosigne la bande originale de Men in Black: International avec Danny Elfman. Les deux hommes collaborent à nouveau pour la série Mercredi en 2022.

## Filmographie

### Compositeur (hors musiques additionnelles)

#### Cinéma
- 2008 : Les Chimpanzés de l'espace (Space Chimps) de Kirk DeMicco
- 2010 : Love Ranch de Taylor Hackford
- 2010 : Alpha et Oméga (Alpha and Omega in 3D) d'Anthony Bell
- 2011 : Gnoméo et Juliette (Gnomeo and Juliet) de Kelly Asbury
- 2011 : Source Code de Duncan Jones
- 2012 : Atlas Shrugged: Part II de John Putch
- 2017 : Larguées (Snatched) de Jonathan Levine
- 2019 : Men in Black: International de F. Gary Gray
- 2023 : 65 : La Terre d'Avant (65) de Scott Beck et Bryan Woods
- 2024 : Heretic de Scott Beck et Bryan Woods
- 2025 : M3GAN 2.0 de Gerard Johnstone

#### Télévision

##### Téléfilm
- 2007 : Captive du souvenir (Angels fall) de Ralph Hemecker
- 2007 : Les Flammes du passé (Blue Smoke) de David Carson
- 2009 : Mystère au Grand Nord (Northern Lights) de Mike Robe (cocompositeur)
- 2009 : Un amour éternel (Midnight Bayou) de Ralph Hemecker
- 2009 : Waking Sleeping Beauty (documentaire) de Don Hahn
- 2011 : Beethoven sauve Noël (Beethoven's Christmas Adventure) (dtv) de John Putch
- 2011 : Wonder Woman de Jeffrey Reiner
- 2011 : Ricochet de Nick Gomez
- 2012 : Hornet's Nest de David Salzberg
- 2012 : High Ground (documentaire) de Mike Brown
- 2012 : Drained (court-métrage) de Max De Bowen

##### Série télévisée
- 2012-2013 : Smash (26 épisodes)
- 2013-2017 : Bates Motel (50 épisodes)
- 2022 : Mercredi (8 épisodes) (cocompositeur)

### Autres

#### Cinéma
- 2005 : King Kong - musique additionnelle, coproducteur de l'orchestration musicale et coordinateur de la technique musicale
- 2006 : La Couleur du crime (Freedomland) - assistant de la technique orchestrale
- 2006 : Camping-car - musique additionnelle
- 2006 : La Jeune Fille de l'eau (Lady in the water) - programmateur de l'orchestration musicale
- 2006 : Blood Diamond - conseiller et ingénieur à la technique orchestrale
- 2007 : The Lookout - orchestrateur
- 2007 : Un jour sur Terre (documentaire) - musique additionnelle
- 2007 : Michael Clayton - orchestrateur additionnel
- 2007 : La Fille dans le parc (The Girl in the Park) de David Auburn - conducteur musical
- 2007 : Le Dragon des mers : La Dernière Légende - orchestrateur
- 2007 : Je suis une légende - conducteur musical et conseiller à la technique orchestrale
- 2007 : La Guerre selon Charlie Wilson - conseiller à la technique orchestrale
- 2007 : The Great Debaters - conseiller à la technique orchestrale
- 2008 : Les Mystères de Pittsburgh - orchestrateur
- 2008 : Phénomènes - programmateur de l'orchestration synthétisé
- 2008 : The Dark Knight : Le Chevalier noir - ingénieur à la technique orchestrale
- 2008 : Bangkok Dangerous - arrangeur orchestral
- 2008 : Les Insurgés - programmateur de l'orchestration synthétisé
- 2009 : Duplicity - programmateur synthétiseur
- 2010 : Nanny McPhee et le Big Bang - musique additionnelle
- 2010 : État de choc - musique additionnelle
- 2010 : Love, et autres drogues - producteur de l'orchestration additionnelle
- 2011 : De l'eau pour les éléphants  - musique additionnelle
- 2011 : Il n'est jamais trop tard - musique additionnelle
- 2011 : Mission : Noël - musique additionnelle
- 2014 : Le Monde Perdu : Les Aventures De Teddy Flood - musique additionnelle (musique de Paul Leonard-Morgan et John Powell)

#### Télévision
- 2008 : Squeegees (téléfilm) - musique additionnelle
- 2012-2013 : Smash (série télévisée)
- 2013-2017 : Bates Motel  (série télévisée)